# دربان

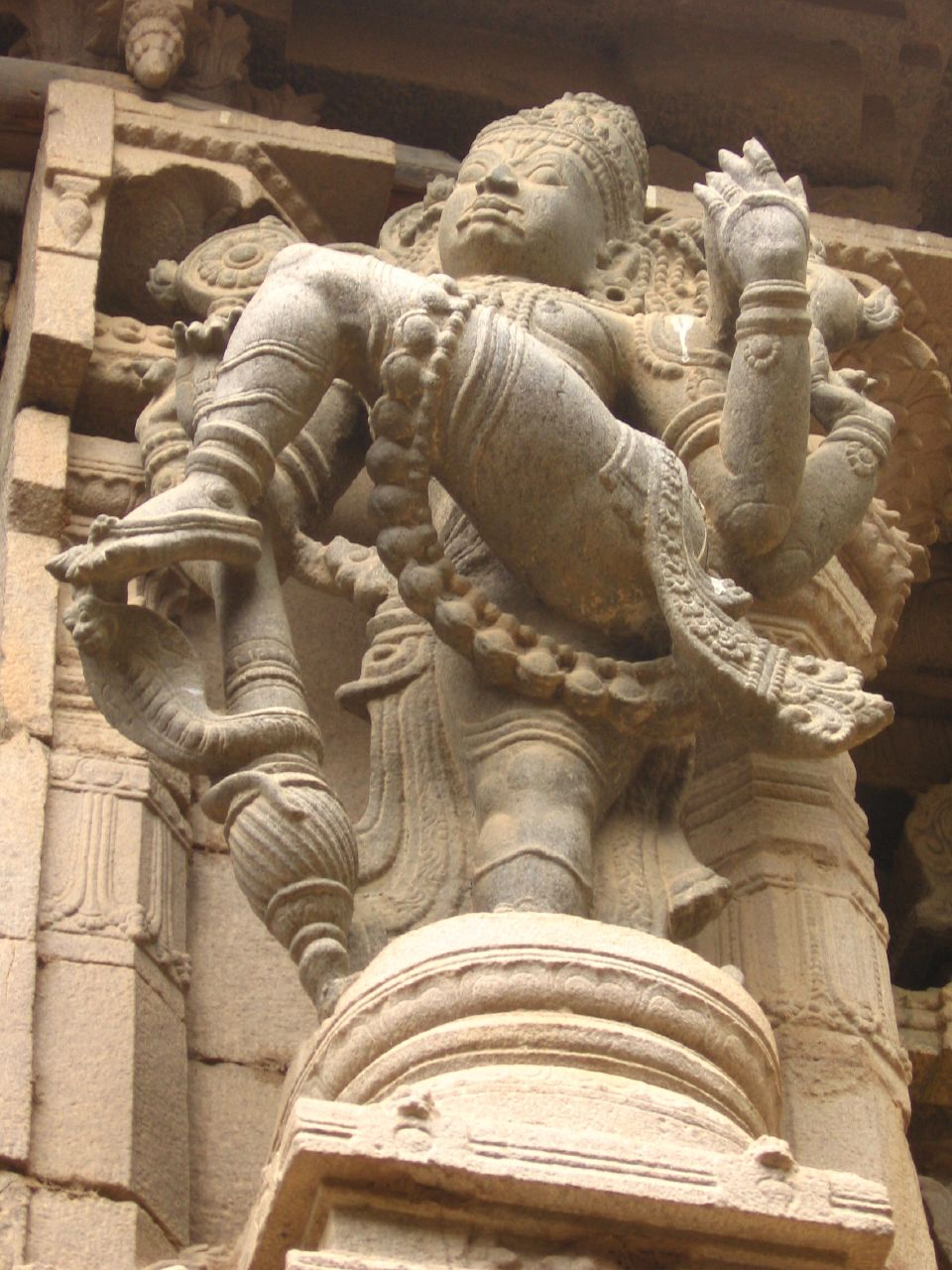
یک دروازه بان در معبد همیشگی Srivaikuntanathan.

دربان (انگلیسی: Gatekeeper)  شخصی است که دسترسی به چیزی را کنترل می کند ، به عنوان مثال از طریق دروازه شهر یا نگهبان یا به طور خلاصه تر ، افرادی را که اجازه دسترسی به یک دسته یا وضعیت را دارند کنترل می کند. دربانان ارزیابی می کنند که چه کسی "در داخل یا خارج" شود. 